# Bajramović
Bajramović je priimek v Sloveniji, ki ga je po podatkih Statističnega urada Republike Slovenije na dan 1. januarja 2010 uporabljalo 251 oseb in je med vsemi priimki po pogostosti uporabe uvrščen na 1.650. mesto.

## Znani tuji nosilci priimka
- Denis Bajramović, hrvaški košarkarski trener
- Kenan Bajramović (*1981), bosanski košarkar
- Šaban Bajramović (1936—2008), srbski romski glasbenik
- Zlatan Bajramović, bosanski nogometaš